# Diogmites coloradensis
Diogmites coloradensis là một loài ruồi trong họ Asilidae. Diogmites coloradensis được James miêu tả năm 1933. Loài này phân bố ở vùng Tân Bắc giới.